# Bibran (Adelsgeschlecht)
Bibran war der Name eines weitverzweigten schlesischen Uradelsgeschlechts, das 1828 im Mannesstamm erlosch. Der Zweig Bibran auf Modlau erhielt 1624 das Freiherrendiplom. Eine Stammverwandtschaft mit den fränkischen Bibra wird vermutet.

## Geschichte
Das Geschlecht, das der Familientradition zufolge eines Stammes mit den fränkischen Bibra gewesen sein soll, jedoch ein anderes Wappen führte, erscheint erstmals mit Sigmund von Bibra, der im Gefolge von Agnes von Babenberg, Enkelin Kaisers Heinrich IV. und Braut Herzog Władysław II. des Vertriebenen von Franken nach Schlesien gekommen war. Die Familie teilte sich in die Linie Modlau im Herzogtum Schweidnitz, zu dem auch Profen und Kittlitz-Treben-Woitsdorf gehörten. 1480 waren die Bibran mit den Gütern Modlau und Profen unter dem besitzenden Adel Schlesiens. Seit dem 15. Jahrhundert dürfte das Rittergut Kosel bei Bunzlau in Besitz eines Zweiges der Bibran gewesen sein. 1495 erbte Kaspar von Bibran auf Kosel die Güter seines Vaters. 1524 fiel durch eine Erbteilung Buchwald und Kosel an George und Valentin von Bibran. Vor 1555 erscheint Georg von Bibran als Besitzer von Kosel, darauf sein Sohn Valentin Ladislaus von Bibran, der 1550 von der Stadt Bunzlau Kroischwitz bei Schweidnitz kaufte. 1586 starb Valentin von Bibran, darauf kamen die Güter an seine Witwe Salome geb. von Loß und Hermsdorf. 1588 gingen Kosel und Buchwald durch Erbteilung an Hans von Bibran. 1602 folgte Sigismund von Bibran auf Kosel. Der Linie Modlau gehörte Sigismund Heinrich von Bibran und Modlau († 1693) an, einer der reichsten und größten Grundbesitzer in Schlesien. Am 13. Juli 1624 erhielt Heinrich von Bibran und Modlau, königlich−böhmischer Rat und Landeshauptmann der Fürstentümer Schweidnitz und Jauer, den erblichen Reichsfreiherrenstand.
Das Geschlecht ist 1828 mit David Heinrich Freiherr von Bibran und Modlau, Landschaftsdirektor im Fürstentum Schweidnitz-Jauer, Herr auf Modlau, Altenlohm und Primkenau im Mannesstamm erloschen. Erbin von Primkenau wurde dessen älteste Tochter Wilhelmine († 1850), verheiratet mit Benedikt von Block, Sohn des kgl. preuß. Majors Friedrich Block. Dieser hatte bereits am 25. Juni 1757 die Bestätigung des Adels erhalten und darauf Benedikt von Block auf Modlau am 19. Mai 1836 die Erlaubnis Namen und Wappen der ausgestorbenen Freiherren von Bibran und Modlau führen zu dürfen. Den zwei weiteren Schwiegersöhnen des David Heinrich Freiherr von Bibran und Modlau, Ernst von Kölichen auf Siegendorf, liiert mit Marie Freiin von Bibran und Modlau, und von Schönberg, wurde der Namenszusatz von Bibran und Modlau genehmigt. Durch die Heirat von Ernst Ludwig Freiherr von Senden 1835 mit Anges Freiin von Kölichen wurde eine Namens- und Wappenvereinigung beantragt und am 20. November 1854 genehmigt.

## Wappen
Stammwappen: Schild von Blau und Rot gespalten, darüber ein silbernes, schräglinks liegendes, den goldenen Griff in die Höhe kehrendes Schwert. Auf dem Helm mit blau-roten Helmdecken zwei schräg voneinander gestellte natürliche Biberschwänze.

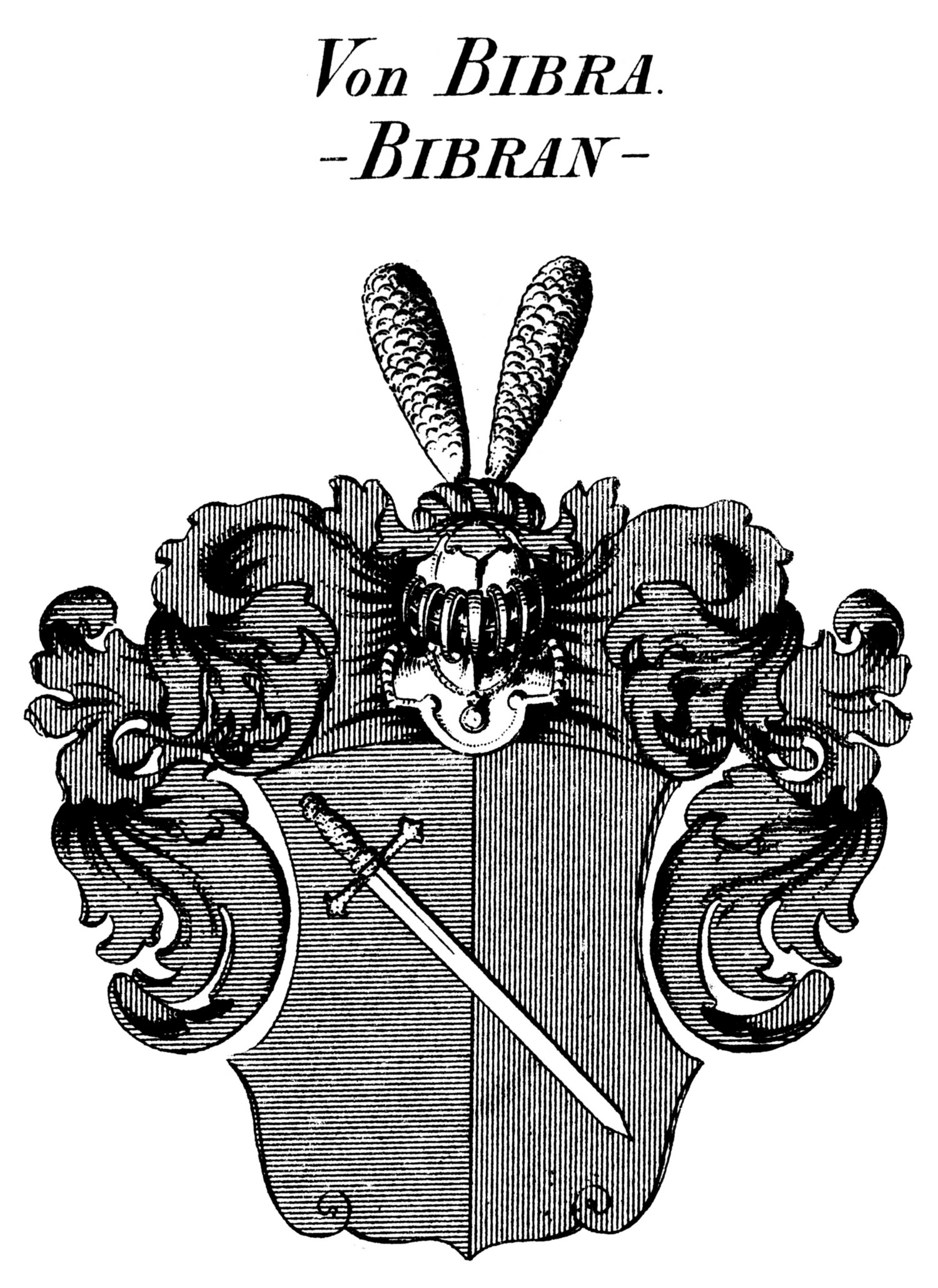
Stammwappen der von Bibra(n)
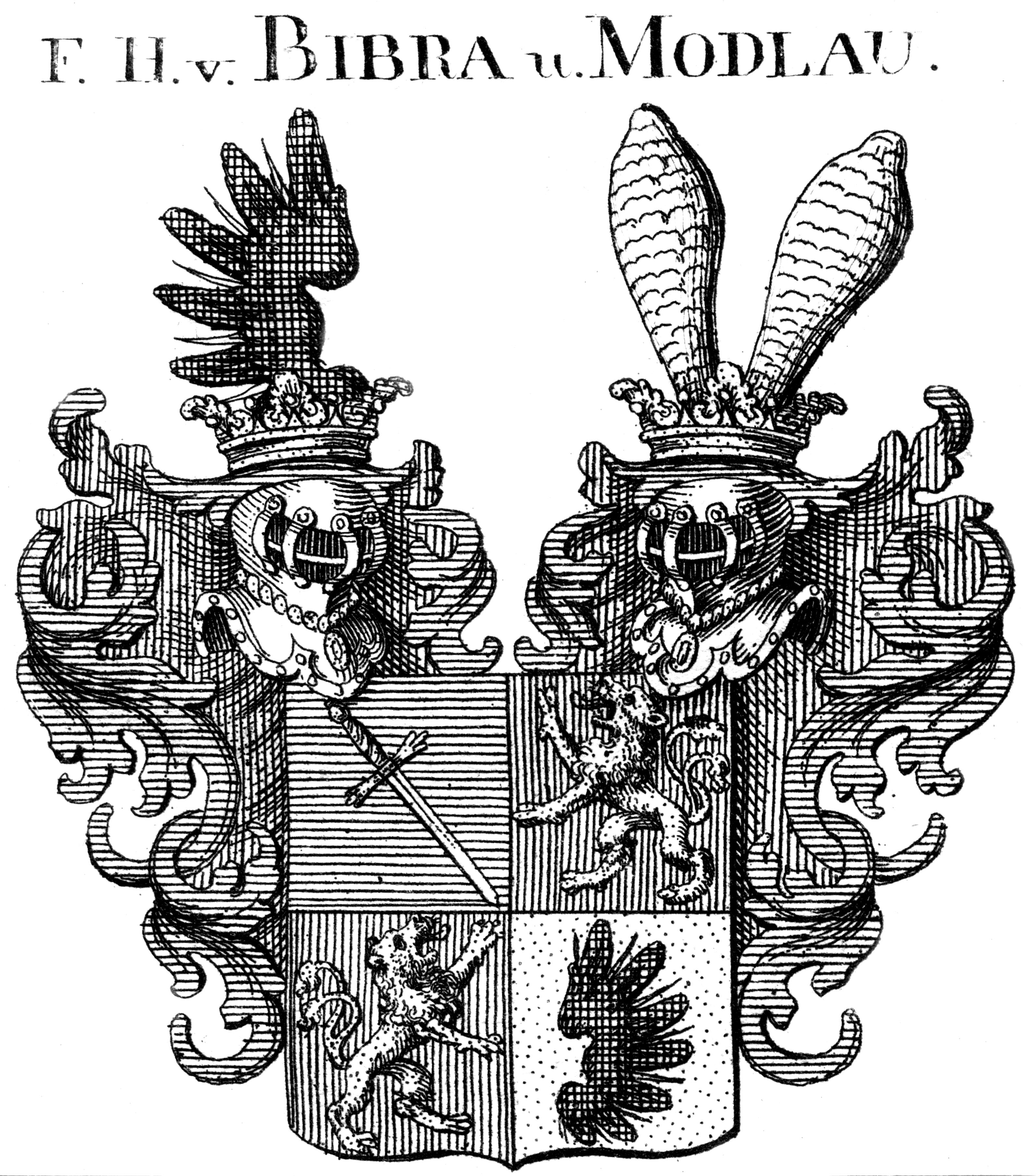
Wappen der Freiherren von Bibran und Modlau
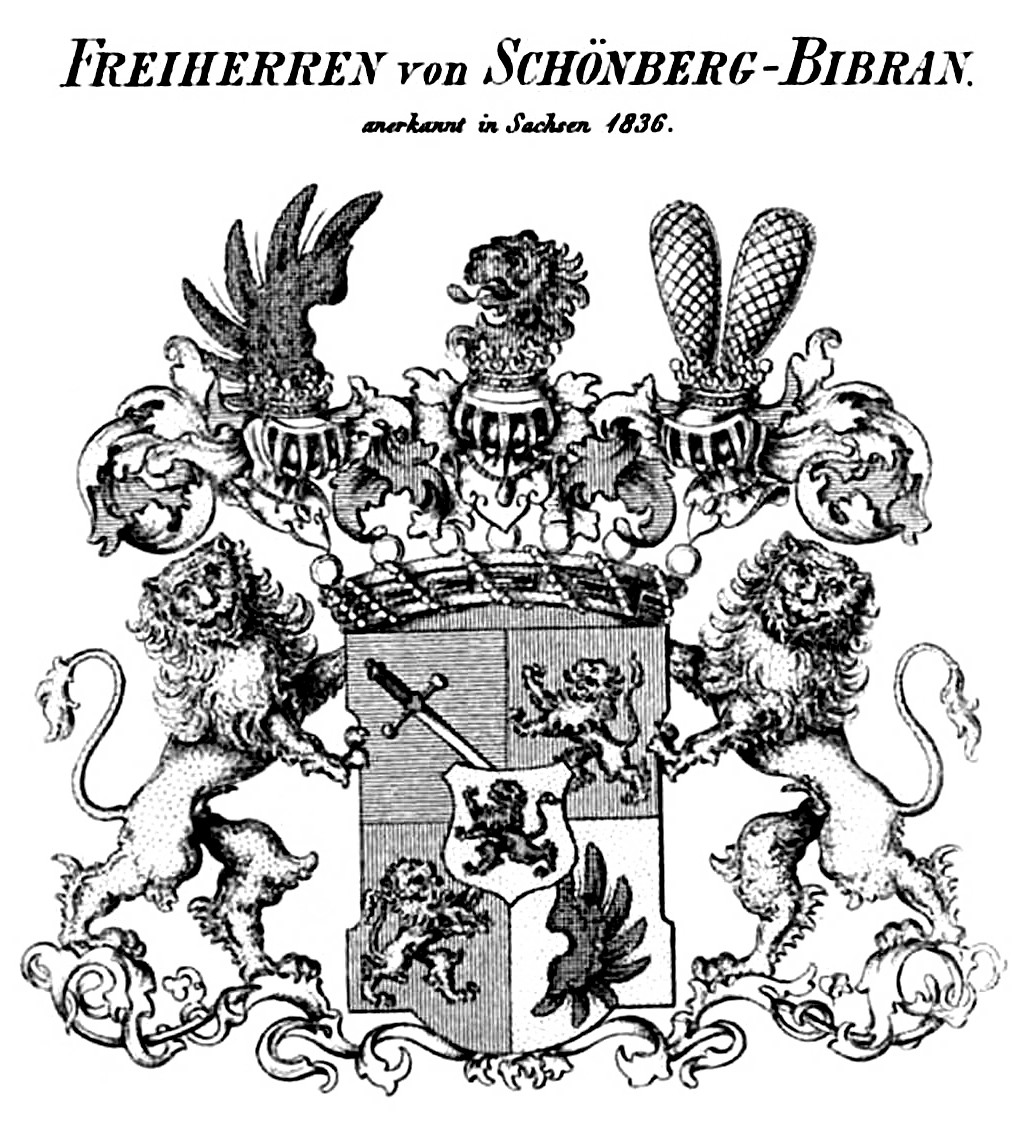
Wappen der Freiherren von Schönberg-Bibran
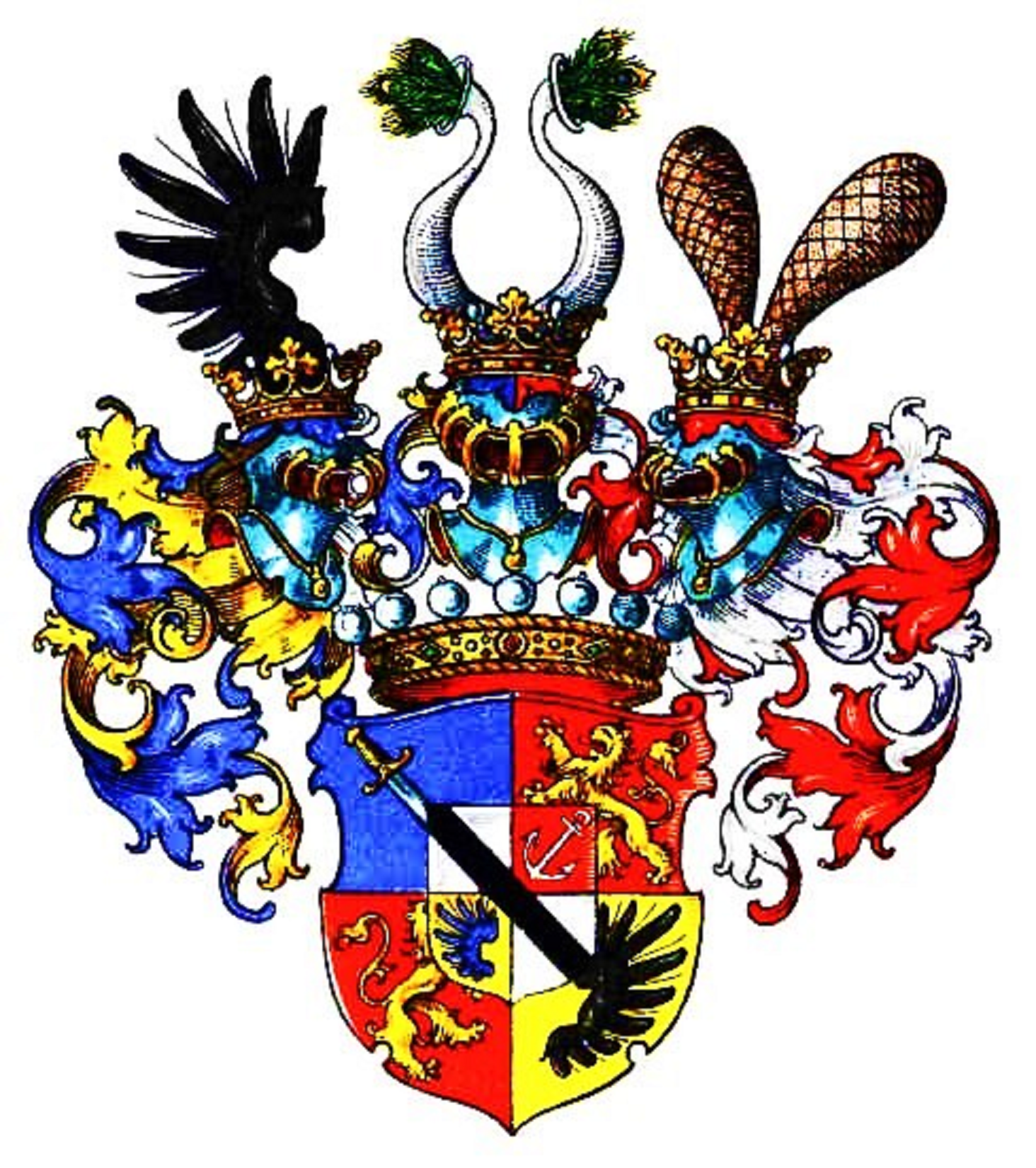
Wappen der Freiherren von Senden und Bibran

## Angehörige

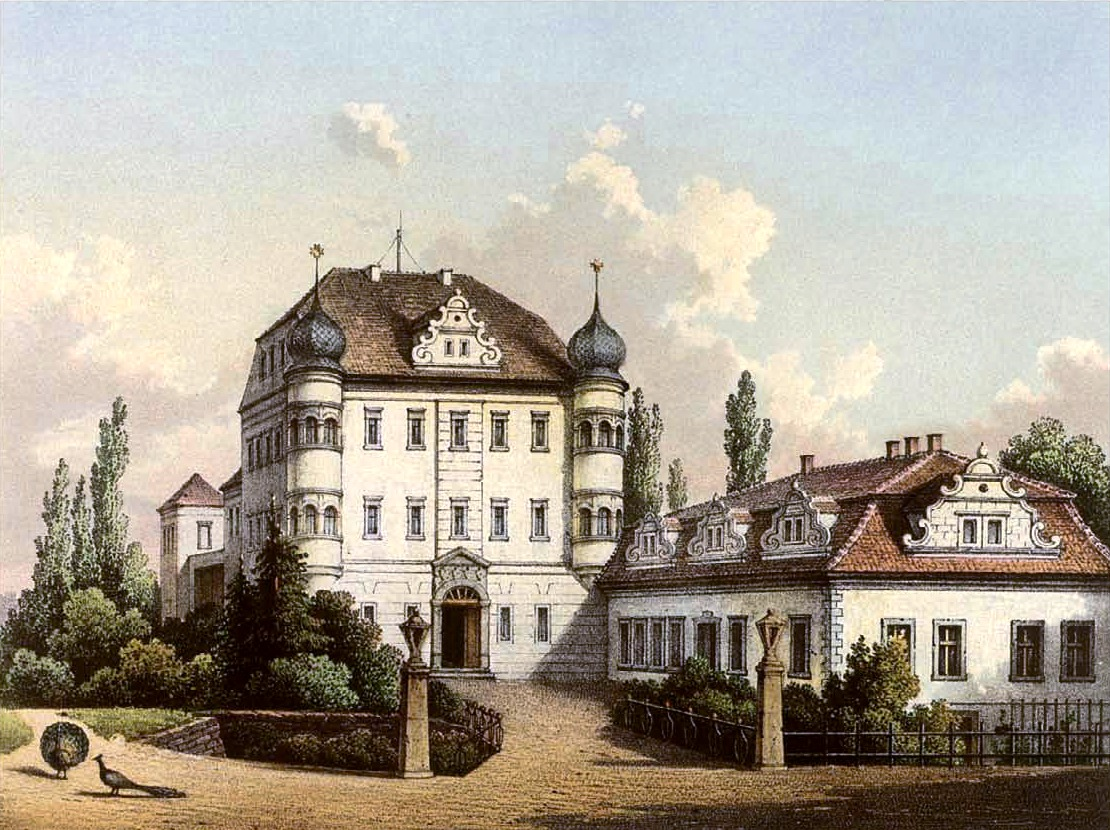
Schloss Modlau

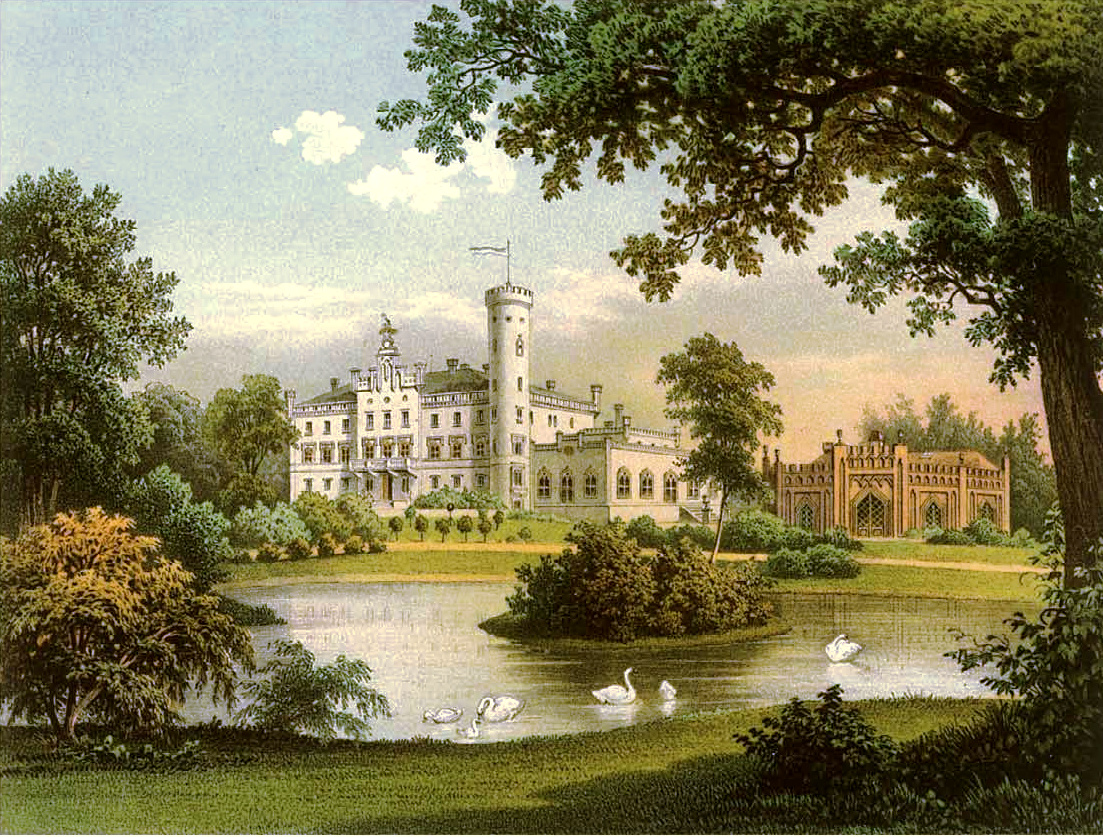
Schloss Reisicht

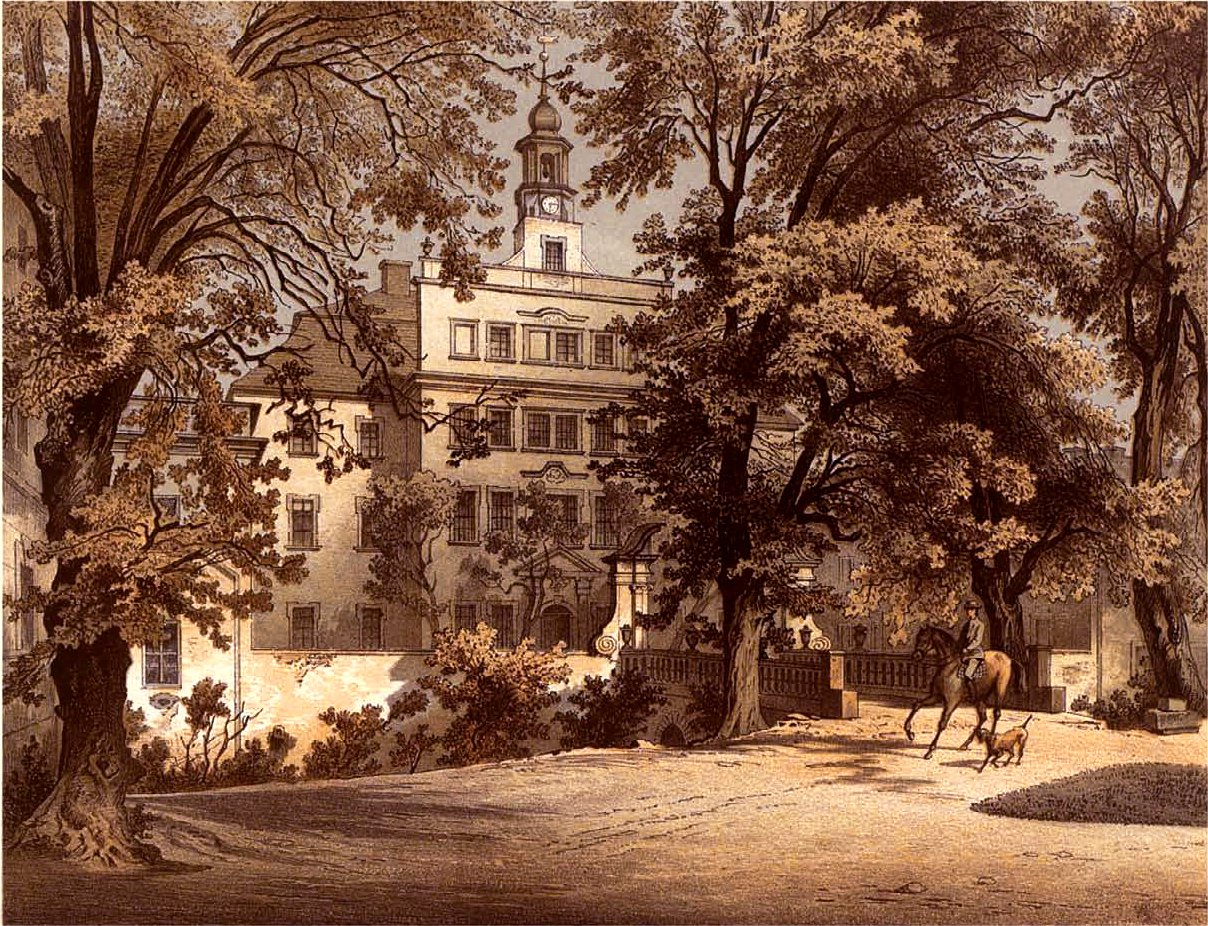
Schloss Kittlitztreben

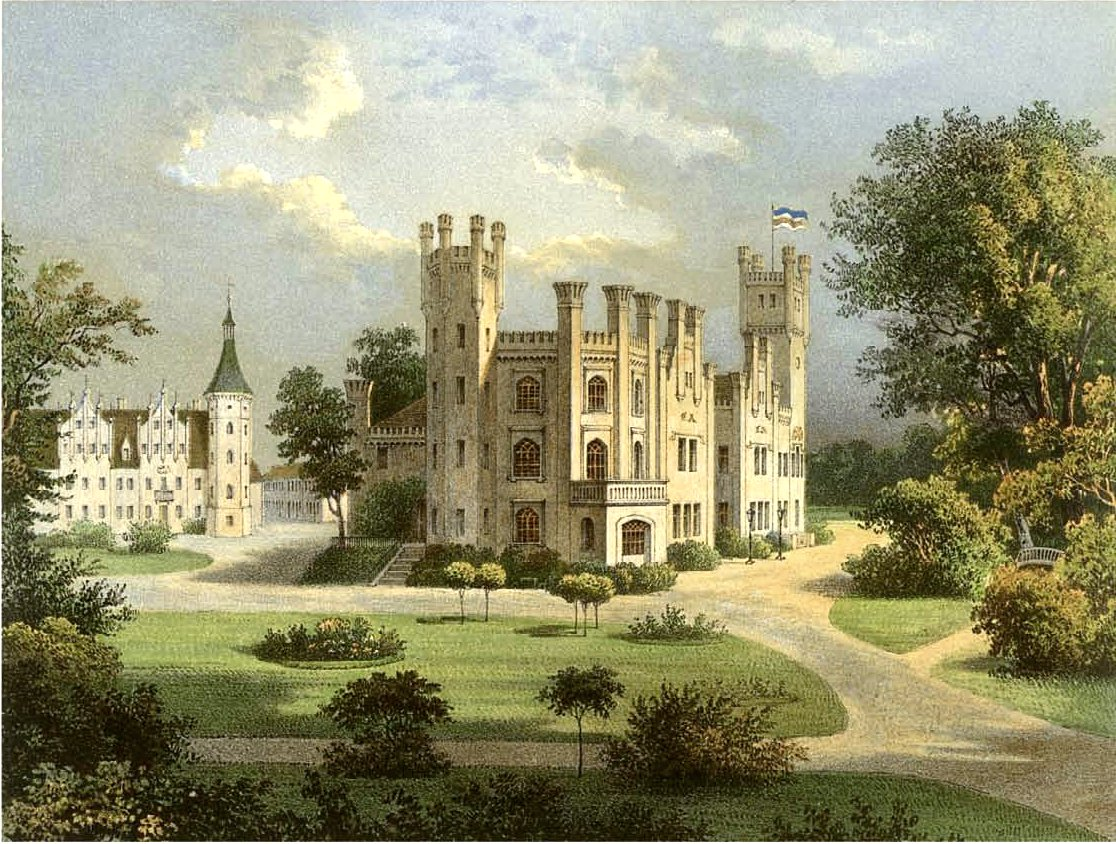
Schloss Primkenau

### Linie Modlau
- Nikolaus von Bibran zu Modlau († nach 1510); ⚭ NN von Krommenau[8]
  - George von Bibran zu Modlau, Wolfshayn, Kosel, Thomaswalde; ⚭ NN von Hock und Thomaswaldau
    - Nikolaus von Bibran auf Modlau, Landesältester des Fürstentums Jauer (1573–1600); ⚭ Eva von Schkopp
      - Heinrich Freiherr von Bibran, Herr auf Modlau, kaiserl. Rat, Kämmerer und Landeshauptmann (1597–1642); ⚭ Helena von Stosch zu Klein-Kotzen und Kreidelwitz
        - Eva Eleonora von Bibran; 1.⚭ Sigismund Freiherr von Klein-Lignitz († 1664); 2.⚭ Johann Heinrich Freiherr von Maltzahn
        - Nikolaus Alexander Freiherr von Bibran und Modlau, (1626–1680); 1.⚭ Maria Elisabeth von Kuenheim auf Nippern und Guckerwitz; 2.⚭ Anna Hedwig von Tschammer auf Dase; 3.⚭ Ursula Helena von Pritzelwitz auf Machwitz
          - Heinrich Alexander Freiherr von Bibran (1656–1695); ⚭ Susanna Elisabeth Freiin von Schleepusch auf Groß-Polwitz und Heidenberg
            - Friedrich Heinrich Freiherr von Bibran und Modlau; 1.⚭ Johanna Margaretha von Sack auf Lubichen († 1710); 2.⚭ Maria Elisabeth Freiin von Schweinitz auf Seifersdorf († 1721); 3.⚭ Charlotta Helena Freiin von Beeß und Cölln

          - Friedrich Wilhelm Freiherr von Bibran (1674–1705); ⚭ Ursula Catharina Freiin von Stosch auf Gräditz

        - Johann Georg Freiherr von Bibran auf Reisicht (1628–1682)
        - Friedrich Freiherr von Bibran auf Modlau († 1708)
        - Hiob Heinrich Freiherr von Bibran auf Giesmannsdorf (1635–1689)
        - Sigismund Heinrich Freiherr von Bibran und Modlau (1640–1693); ⚭ Maria Catharina von Czettritz auf Waldenburg († 1718)
          - Sigismund Freiherr von Bibran und Modlau († 1696)
          - Alexandrina Rosina Freiin von Bibran und Modlau; ⚭ Anselm Graf von Promnitz und Pforten
          - Benjamin Freiherr von Bibran und Modlau, wirklicher Kämmer des englischen Königs (* 1692); ⚭ Sophie Margareta  Freiin von Löwendal und Elsterwerda (* 22. April 1696; † 6. nov. 1755)
          - Helena Freiin von Bibran und Modlau († nach 1714); ⚭ Friedrich Wilhelm von Kannenberg
          - Henrietta Catharina Freiin von Bibran und Modlau († nach 1701); ⚭ Christoph Friedrich Reichsgraf von Stolberg

      - Barbara von Bibran; ⚭ Christoph von Haugwitz zu Töppendorf
      - Eva von Bibran; ⚭ Sigismund von Nostitz zu Lasan
      - Anna Maria von Bibran; ⚭ Conrad von Hohnberg zu Rohnstock und Leuthen
      - Friedrich von Bibran und Modlau auf Reisicht, Tammendorf, Wittgendorf, Tschirbsdorf und Jakobsdorf, Rat des Fürstentums Liegnitz; ⚭ NN von Hohberg
        - Anna Helena von Bibran († 1642); ⚭ Joachim von Niemitz und Jungferndorf

    - Seifried von Bibran zu Wolfshayn
    - Kaspar von Bibran zu Kosel und Altenoelse
    - Christoph von Bibran zu Thomaswalde
    - Heinrich von Bibran zu Heinzebortschen
    - Elisabeth von Bibran († 1573); ⚭ Peter von Faust zu Schönfeld

### Linie Wolfshayn
- Seyfried von Bibran († nach 1530); ⚭ NN von Zedlitz und Parchwitz
  - Seyfried von Bibran († nach 1580); ⚭ NN
    - Martin von Bibran auf Wolfshayn und Martinswalde
    - Seyfried von Bibran auf Wolfshayn und Martinswalde

  - Elisabeth von Bibran († nach 1580); ⚭ Wenzel von Zedlitz, Landeshauptmann

### Linie Kosel
- Kaspar von Bibran zu Kosel und Altenoelse († um 1524); ⚭ NN
  - George von Bibran zu Kosel († nach 1540); ⚭ NN
    - Kaspar von Bibran zu Kosel und Alten-Oelse († vor 1588); ⚭ Anna von Kottwitz
    - Valentin von Bibran († 1591); ⚭ Salome von Loß und Hermsdorf
      - Salome von Bibran; 1.⚭ Sigismund von Loß in Wilcke; 2.⚭ Christoph von Niebelschütz in Retka
      - Valentin von Bibran auf Oelse, Obetreben, Wenigtreben und Beutendorf († nach 1626)
      - Hans von Bibran auf Kosel und Buchwald († nach 1626)

### Linie Heinzebortschen
- Heinrich von Bibran auf Heinzebortschen; ⚭ NN
  - Heinrich von Bibran; ⚭ Barbara von Bortwitz auf Neudorf
    - Wolf George von Bibran (1618–1679); ⚭ NN

### Linie Profen
- Wolf von Bibran zu Profen; ⚭ NN von Zedlitz und Neukirch
  - Anton von Bibran († nach 1540); ⚭ NN von Blanckenstein
    - Anton von Bibran (1573–1596); ⚭ NN von Kalckreut und Lipsche
      - Wolfgang von Bibran auf Profen, studierte 1581 in Leipzig

### Linie Kittlitztreben
- Christoph von Bibran zu Kittlitztreben († nach 1540); ⚭ Anna von Zedlitz und Warte
  - Johannes von Bibran zu Kittlitztreben, Lichtenwaldau und Linden († nach 1566); ⚭ Eva von Schellendorf auf Polsdorf
    - Abraham von Bibran und Kittlitztreben auf Woitsdorf, Landesältester und Landrechtsbeisitzer der Fürstentümer Schweidnitz-Jauer (1575–1625); ⚭ Kunigunde von Gersdorf auf Seichau
    - Adam von Bibran zu Damsdorf und Profen; ⚭ NN von Tschirnhaus auf Häselicht